# Гумбатов, Галиб
Галиб Гумбатов (род. 1976) — азербайджанский самбист, чемпион (1997, 2000) и серебряный призёр (2002) чемпионатов Европы, бронзовый призёр чемпионата мира 1996 года в Токио. Выступал в легчайшей (до 57 кг), лёгкой (до 62 кг) и первой полусредней (до 68 кг) весовых категориях. До 2019 года возглавлял отдел Главного управления по борьбе с наркотиками МВД Азербайджана.